# Закон Оппия
Зако́н О́ппия (лат. lex Oppia) — один из законов о роскоши, принятый в 215 году до н. э. в Римской республике.
Пожалуй, самый известный из ранних сумптуарных законов. Запрещал римским женщинам иметь больше половины унции золота, носить окрашенную в разные цвета одежду, ездить в повозках по Риму и по другим городам или вокруг них на расстоянии мили, кроме как при государственных священнодействиях.
Был отменен через двадцать лет после его принятия, в 195 год до н. э., в том числе благодаря массовым женским выступлениям.